# Bikini Bandits
Bikini Bandits és una pel·lícula estatunidenca dirigida el 2002 per Steve Grasse i produïda per Shymala Joshi.

## Argument
Víctimes d'un accident de cotxe, els "Bikini Bandits" desembarquen a l'Infern i Satan en persona els encarrega una missió: profanar l'estàtua de la Verge Maria. El Papa intentarà llavors parar-les...

## Repartiment
- Bikini Bandit núm. 1: Heather-Victoria Ray.
- Bikini Bandit núm. 2: Heather McDonnell.
- Bikini Bandit núm. 3: Cynthia Diaz.
- Bikini Bandit núm. 4: Shannon Pezzetta.
- Bikini Bandit núm. 5: Betty San Luis.
- El Diable: Maynard James Keenan.
- El Papa: Dee Dee Ramone.
- Ell mateix: Corey Feldman.

## Guió
- Steve Grasse
- Peter Grasse
- Shymala Joshi
- Sonia Kurtz